# Liridon Krasniqi
Liridon Krasniqi (ur. 1 stycznia 1992 w Gërmovie) – kosowsko-albański piłkarz. W 2020 roku otrzymał obywatelstwo malezyjskie.
W 2011 roku należał do albańskiej reprezentacji U-21, w latach 2014-2015 reprezentował Kosowo, a w 2021 roku został członkiem reprezentacji Malezji.